# Лонг, Эрон
Э́рон Рэй Лонг (англ. Aaron Ray Long; род. 12 октября 1992, Ок-Хилс, Калифорния) — американский футболист, защитник клуба «Лос-Анджелес». Выступал за сборную США.

## Карьера

### Университетский футбол
Во время обучения в Калифорнийском университете в Риверсайде в 2010—2013 годах Лонг играл за университетскую футбольную команду в Национальной ассоциации студенческого спорта. На предпоследнем и последнем курсах университета он также выступал за клуб Премьер-лиги развития USL «Тусон».

### Клубная карьера
16 января 2014 года на Супердрафте MLS Лонг был выбран клубом «Портленд Тимберс» во втором раунде под 36-м номером, подписан был 25 февраля. В марте он был отдан в аренду в аффилированный клуб USL Pro «Сакраменто Рипаблик». Его профессиональный дебют состоялся 29 марта в матче против «Лос-Анджелес Гэлакси II». В июне Лонг отправился в новую аренду — в другой клуб USL Pro «Ориндж Каунти Блюз». Дебютировал за «синих» он 11 июня в матче против «Орландо Сити». 2 июля 2014 года Лонг, так и не и сыграв за клуб, был отчислен из «Портленд Тимберс».
14 июля 2014 года Лонг подписал контракт с «Сиэтл Саундерс». Не проведя за первую команду «Саундерс» ни минуты, 14 марта 2015 года он перешёл в их новообразованный фарм-клуб «Сиэтл Саундерс 2». За вторую команду «Саундерс» он дебютировал 21 марта в матче стартового тура сезона USL 2015 против «Сакраменто Рипаблик». 12 июля 2015 года в матче против «Аризоны Юнайтед» Лонг забил свой первый гол в профессиональной карьере. По окончании сезона 2015 «Сиэтл Саундерс 2» не продлили контракт с Лонгом.
10 марта 2016 года Лонг заключил контракт с «Нью-Йорк Ред Буллз II». Его дебют за клуб состоялся 26 марта в матче первого тура сезона USL 2016 против «Торонто II». 20 июля в матче против «Орландо Сити B» он забил свой первый гол за команду. 16 сентября Лонг был взят в аренду в основную команду «Нью-Йорк Ред Буллз» на оставшуюся часть сезона MLS 2016. Дебютировал за «Ред Буллз» он 16 августа в матче группового этапа Лиги чемпионов КОНКАКАФ 2016/17 против сальвадорской «Альянсы». Вернувшись в фарм-клуб на матчи постсезона, он помог «Нью-Йорк Ред Буллз II» одержать победу в чемпионате USL. По итогам сезона USL 2016 Лонг был включён в первую символическую сборную лиги и был признан защитником года.
22 февраля 2017 года «Нью-Йорк Ред Буллз» подписали с Лонгом постоянный контракт. Выйдя в стартовом составе в матче первого тура сезона 2017 против «Атланты Юнайтед» 5 марта, он дебютировал в MLS. Свой первый гол за «Ред Буллз» и в MLS он забил 2 сентября 2017 года в ворота «Далласа». Лонг был отобран для участия в Матче всех звёзд MLS 2018 — в выставочной игре против итальянского «Ювентуса» он вышел в стартовом составе команды звёзд MLS. По итогам сезона 2018 Лонг был признан защитником года в MLS и был включён в символическую сборную MLS. 18 февраля 2019 года Лонг и «Нью-Йорк Ред Буллз» согласовали новый многолетний контракт. 15 мая 2021 года в матче против «Филадельфии Юнион» он получил разрыв ахиллова сухожилия, из-за чего пропустил оставшуюся часть сезона 2021. Перед началом сезона 2022 Лонг был назначен капитаном «Нью-Йорк Ред Буллз». Был отобран на Матч всех звёзд 2022, в котором команда звёзд MLS принимала команду звёзд Лиги MX. По окончании сезона 2022 контракт Лонга с «Нью-Йорк Ред Буллз» истёк.
4 января 2023 года Лонг на правах свободного агента присоединился к ФК «Лос-Анджелес», подписав двухлетний контракт. За «Лос-Анджелес» дебютировал 4 марта в матче против «Портленд Тимберс», выйдя на замену в конце второго тайма вместо Джорджо Кьеллини. Попал в символическую сборную Лиги чемпионов КОНКАКАФ 2023.

### Международная карьера
2 сентября 2018 года Лонг получил вызов в сборную США на товарищеские матчи со сборным Бразилии и Мексики, но в заявки на игры, состоявшиеся 7 и 11 сентября, не попал. 1 октября 2018 года Лонг был вызван на товарищеские матчи со сборным Колумбии и Перу, но в заявку на игру с колумбийцами, состоявшуюся 11 октября, не был включён, а в игре с перуанцами, состоявшейся 16 октября, выйдя в стартовом составе, дебютировал за американскую сборную. 27 января 2019 года в товарищеском матче со сборной Панамы Лонг впервые вывел сборную США на поле в качестве капитана.
Лонг был включён в состав сборной США на Золотой кубок КОНКАКАФ 2019. 22 июня во втором матче группового раунда против сборной Тринидада и Тобаго забил свои первые голы за сборную США, оформив дубль. По итогам турнира попал в символическую сборную.
Был включён в состав сборной на чемпионат мира 2022.
Был включён в состав сборной на Золотой кубок КОНКАКАФ 2023.

## Достижения
Командные
 «Нью-Йорк Ред Буллз II»
- Чемпион USL: 2016

 «Нью-Йорк Ред Буллз»
- Победитель регулярного чемпионата MLS: 2018

Индивидуальные
- Защитник года в USL: 2016
- Член первой символической сборной USL: 2016
- Защитник года в MLS: 2018
- Член символической сборной MLS: 2018
- Участник Матче всех звёзд MLS: 2018, 2022
- Член символической сборной Золотого кубка КОНКАКАФ: 2019
- Член символической сборной Лиги чемпионов КОНКАКАФ: 2023

## Статистика выступлений

### Клубная статистика
| Выступление           | Выступление      | Выступление      | Лига | Лига | Плей-офф | Плей-офф | Кубок | Кубок | ЛЧ КОНКАКАФ | ЛЧ КОНКАКАФ | Итого | Итого |
| Клуб                  | Лига             | Сезон            | Игры | Голы | Игры     | Голы     | Игры  | Голы  | Игры        | Голы        | Игры  | Голы  |
| --------------------- | ---------------- | ---------------- | ---- | ---- | -------- | -------- | ----- | ----- | ----------- | ----------- | ----- | ----- |
| Портленд Тимберс      | MLS              | 2014             | —    | —    | —        | —        | 0     | 0     | —           | —           | 0     | 0     |
| Портленд Тимберс      | Итого            | Итого            | —    | —    | —        | —        | 0     | 0     | —           | —           | 0     | 0     |
| Сакраменто Рипаблик   | USL              | 2014             | 2    | 0    | —        | —        | —     | —     | —           | —           | 2     | 0     |
| Сакраменто Рипаблик   | Итого            | Итого            | 2    | 0    | —        | —        | —     | —     | —           | —           | 2     | 0     |
| Ориндж Каунти Блюз    | USL              | 2014             | 3    | 0    | —        | —        | —     | —     | —           | —           | 3     | 0     |
| Ориндж Каунти Блюз    | Итого            | Итого            | 3    | 0    | —        | —        | —     | —     | —           | —           | 3     | 0     |
| Сиэтл Саундерс        | MLS              | 2014             | —    | —    | 0        | 0        | —     | —     | —           | —           | 0     | 0     |
| Сиэтл Саундерс        | Итого            | Итого            | —    | —    | 0        | 0        | —     | —     | —           | —           | 0     | 0     |
| Сиэтл Саундерс 2      | USL              | 2015             | 27   | 1    | 1        | 0        | 2     | 0     | —           | —           | 30    | 1     |
| Сиэтл Саундерс 2      | Итого            | Итого            | 27   | 1    | 1        | 0        | 2     | 0     | —           | —           | 30    | 1     |
| Нью-Йорк Ред Буллз II | USL              | 2016             | 22   | 2    | 4        | 2        | —     | —     | —           | —           | 26    | 4     |
| Нью-Йорк Ред Буллз II | Итого            | Итого            | 22   | 2    | 4        | 2        | —     | —     | —           | —           | 26    | 4     |
| Нью-Йорк Ред Буллз    | MLS              | 2016             | 0    | 0    | 0        | 0        | —     | —     | 3           | 0           | 3     | 0     |
| Нью-Йорк Ред Буллз    | MLS              | 2017             | 31   | 1    | 3        | 0        | 5     | 0     | 2           | 0           | 41    | 1     |
| Нью-Йорк Ред Буллз    | MLS              | 2018             | 34   | 3    | 4        | 0        | 1     | 1     | 6           | 0           | 45    | 4     |
| Нью-Йорк Ред Буллз    | MLS              | 2019             | 24   | 2    | 1        | 0        | 0     | 0     | 4           | 0           | 29    | 2     |
| Нью-Йорк Ред Буллз    | MLS              | 2020             | 16   | 2    | 1        | 0        | —     | —     | —           | —           | 17    | 2     |
| Нью-Йорк Ред Буллз    | MLS              | 2021             | 5    | 0    | 0        | 0        | —     | —     | —           | —           | 5     | 0     |
| Нью-Йорк Ред Буллз    | MLS              | 2022             | 29   | 4    | 1        | 0        | 5     | 1     | —           | —           | 35    | 5     |
| Нью-Йорк Ред Буллз    | Итого            | Итого            | 139  | 12   | 10       | 0        | 11    | 2     | 15          | 0           | 175   | 14    |
| Лос-Анджелес          | MLS              | 2023             | 11   | 0    | —        | —        | 0     | 0     | 7           | 0           | 18    | 0     |
| Лос-Анджелес          | Итого            | Итого            | 11   | 0    | —        | —        | 0     | 0     | 7           | 0           | 18    | 0     |
| Всего за карьеру      | Всего за карьеру | Всего за карьеру | 204  | 15   | 15       | 2        | 13    | 2     | 22          | 0           | 254   | 19    |

### Международная статистика
| Команда | Год   | Игры | Голы |
| ------- | ----- | ---- | ---- |
| США     |       |      |      |
| 2018    | 2     | 0    |      |
| 2019    | 14    | 3    |      |
| 2020    | 2     | 0    |      |
| 2021    | 3     | 0    |      |
| 2022    | 8     | 0    |      |
| 2023    | 4     | 0    |      |
| Всего   | Всего | 33   | 3    |

Голы за сборную
| № | Дата           | Место                                  | Соперник          | Голы | Счёт | Турнир                             |
| - | -------------- | -------------------------------------- | ----------------- | ---- | ---- | ---------------------------------- |
| 1 | 22 июня 2019   | «Фёрст-энерджи Стэдиум», Кливленд, США | Тринидад и Тобаго | 1:0  | 6:0  | Золотой кубок КОНКАКАФ 2019        |
| 2 | 22 июня 2019   | «Фёрст-энерджи Стэдиум», Кливленд, США | Тринидад и Тобаго | 6:0  | 6:0  | Золотой кубок КОНКАКАФ 2019        |
| 3 | 15 ноября 2019 | «Эксплория Стэдиум», Орландо, США      | Канада            | 3:0  | 4:1  | Лига A Лиги наций КОНКАКАФ 2019/20 |